# PhpMyAdmin
Het programma phpMyAdmin is een webapplicatie waarmee MySQL- en MariaDB-databases via een browser beheerd en geraadpleegd kunnen worden. Het programma kan onder andere databases aanmaken en verwijderen; tabellen aanmaken, verwijderen en veranderen; gegevensvelden aanmaken, verwijderen en aanpassen; SQL-commando's aanmaken. Het programma is beschikbaar in verschillende talen en dialecten waaronder Nederlands, het is maar gedeeltelijk vertaald in het Fries en West-Vlaams. Het wordt nog steeds onderhouden door The phpMyAdmin Project onder leiding van Olivier Müller, Marc Delisle, Alexander M. Turek, Michal Čihař en Garvin Hicking. PhpMyAdmin is geschreven in PHP en wordt gedistribueerd onder de voorwaarden van de GPL.

## Geschiedenis
Tobias Ratschiller, destijds IT-adviseur en later oprichter van het softwarebedrijf Maguma, begon in 1998 met het werken aan een interface voor MySQL in PHP, geïnspireerd door Peter Kuppelwiesers MySQL-Webadmin. Toen hij het project opgaf in 2000 wegens een gebrek aan tijd, was phpMyAdmin een van de populairste PHP- en MySQL-programma's, met vele gebruikers.
Om het groeiende aantal nieuwe versies te coördineren registreerden drie mensen, Olivier Müller, Marc Delisle en Loïc Chapeaux, het project in SourceForge.net en namen de ontwikkeling in 2001 over.

### Mijlpalen
- 0.9.0 (9 september 1998): Eerste interne versie.
- 1.0.1 (26 oktober 1998): Eerste open versie.
- 1.2.0 (29 november 1998)
- 1.3.1 (27 december 1998): Eerste meertalige versie.
- 2.1.0 (8 juni 2000): Laatste versie door Tobias Ratschiller.
- 2.2.0 (31 augustus 2001): Eerste stabiele versie door The phpMyAdmin Project.
- 2.3.0 (8 november 2001)
- 2.5.0 (5 november 2003): Introductie van een MIME-gebaseerd systeem.
- 2.6.0 (27 september 2004): Verbeterde karakterset- en MySQL 4.1-ondersteuning.
- 2.7.0 (4 december 2005): Verbeterde importeermogelijkheden, simpelere configuratie.
- 2.8.0 (6 maart 2006)
- 2.9.0 (20 september 2006)
- 2.10.0 (27 februari 2007): Introductie van de grafische relatiemanager.
- 2.11.0 (22 augustus 2007): Ondersteuning voor het maken van VIEWS vanuit query-resultaten, triggers, procedures en functies. Verbeterde interface voor servers met veel databases/tabellen. De laatste mijlpaal met PHP4-ondersteuning.
- 3.0.0 (27 september 2008): Vereist PHP 5.2 en MySQL 5+. Ondersteunt EVENT en TRIGGER.
- 3.1.0 (28 november 2008): Nieuw setup-mechanisme, ondersteunt BLOBstreaming en de Swekey hardware-authenticatie
- 3.2.0 (15 juni 2009)
- 3.3.0 (7 maart 2010): nieuwe import- en export-modules, synchroniseren van structuur en data tussen servers
- 3.4.0 (11 mei 2011): toevoeging van AJAX, ENUM/SET-bewerker
- 3.5.0 (7 april 2012): openGIS- en Drizzle-ondersteuning, zoeken met zoom bij tabellen, verbeterde ENUM/SET-bewerker
- 4.0 (3 mei 2013): HTML-frames geschrapt, menustructuur in JavaScript, meer objectgeoriënteerde code
- 4.1.0 (12 december 2013)
- 4.2.0 (8 mei 2014)